# Saint-Jeures
Saint-Jeures település Franciaországban, Haute-Loire megyében. Lakosainak száma 993 fő (2022. január 1.). Saint-Jeures Araules, Chenereilles, Grazac, Lapte, Mazet-Saint-Voy, Tence és Yssingeaux községekkel határos.

## Népesség
A település népessége az elmúlt években az alábbi módon változott:
| Lakosok száma | 1059 | 775  | 767  | 863  | 951  | 962  | 964  | 968  | 967  | 993  |
|               | 1968 | 1982 | 1990 | 2006 | 2013 | 2015 | 2017 | 2019 | 2020 | 2022 |